# ジャズトレイン
ジャズトレインは2007年9月までRKB毎日放送（RKBラジオ）で放送されていた深夜の音楽番組である。

## 放送時間

### 現在の放送時間
- 日曜日 26:30～27:00(JST。2007年8月～2007年9月）

### 過去の放送時間
- 日曜日 23:30～24:00(JST。～2007年7月）

## パーソナリティ
- 福山智美

## コーナー
- ジャズ人名辞典･･･ジャズアーティストのアルバムをピックアップし、曲を流したり、アーティストの生い立ちを語るコーナー。出てくるアーティストは、週替わりにアルファベット順で紹介している。コーナーの最後になると、パーソナリティは来週のアーティスト名のアルファベットの頭文字を言い、そのアーティスト名とどんなアルバムをピックアップするのかをリスナーに対して出題する。
- ジャズとお酒･･･「ジャズ人名辞典」と同じように、その日に取り上げる酒は週替わりにアルファベット順で紹介する。そのお酒の発祥などを語るコーナー。